# Центральный банк Джибути
Центральный банк Джибути (фр. Banque centrale du Djibouti) — центральный банк Республики Джибути.

## История
В 1907 году частный французский Индокитайский банк получил право эмиссии банкнот для Французского Сомали. До 1945 банк выпускал банкноты во франках, а с 1945 — в франках КФА.
20 марта 1949 года введён франк Джибути. Эмиссия денежных знаков производилась казначейством Франции, а с 1971 года — казначейством Джибути.
3 декабря 1977 года учреждён Центральный банк Джибути, которому переданы функции эмиссионного института.